# كأس رابطة الدول المستقلة 1993
كأس رابطة الدول المستقلة 1993 هو موسم من كأس رابطة الدول المستقلة. شارك فيه  15 فريقاً، وفاز فيه سبارتاك موسكو.